# Mord w lesie bratiańskim
Mord w lesie bratiańskim – masowy mord dokonany przez niemiecki Selbstschutz 15 października 1939 roku, którego ofiarą padło blisko 150 przedstawicieli polskiej elity intelektualnej i politycznej z ziemi lubawskiej. Zbiorową egzekucję Niemcy przeprowadzili w lesie koło wsi Bratian, położonej w pobliżu Nowego Miasta Lubawskiego.

## Przejęcie władzy przez Selbstschutz
Nowe Miasto Lubawskie zostało zajęte przez oddziały Wehrmachtu już 3 września 1939 roku. W mieście i jego okolicach, podobnie zresztą jak w wielu innych miejscach na polskich ziemiach zachodnich, niemal natychmiast uaktywnili się członkowie Selbstschutzu – paramilitarnej formacji złożonej z przedstawicieli niemieckiej mniejszości narodowej, zamieszkującej przedwojenne terytorium Rzeczypospolitej. Na czele miejscowej struktury Selbstschutzu (obejmującej zasięgiem swego działania powiat lubawski) stanął Reinhold Hartwig, który podlegał z kolei SS-Hauptsturmführerowi Wilhelmowi Wardemannowi – szefowi I. Inspektoratu Selbstschutzu (z siedzibą w Brodnicy).
Niezwłocznie rozpoczęły się aresztowania Polaków, których ofiarą padli przede wszystkim przedstawiciele lokalnych elit politycznych, gospodarczych i intelektualnych – w pierwszym rzędzie katoliccy księża i nauczyciele. Działalność selbstschutzmanów była dla Polaków o tyle dotkliwa, że znali oni na wskroś lokalne społeczności i doskonale orientowali się, kto może stanowić potencjalne „zagrożenie” dla okupanta. Nierzadko ofiarą aresztowań padały jednak osoby, do których członkowie Selbstschutzu żywili po prostu osobiste urazy bądź pretensje.

## Mord
Aresztowani Polacy byli przetrzymywani przede wszystkim w piwnicach siedziby Selbstschutzu w Nowym Mieście, znajdującej się przy obecnej ul. Działyńskich lub w domu przy ul. Grunwaldzkiej 4 (obecnie siedziba PZU). Po torturach i wyczerpujących przesłuchaniach aresztowanych wywożono stamtąd do niemieckich obozów koncentracyjnych lub w odludne okolice, które selbstschutzmani wybrali jako miejsca straceń.
W Nowym Mieście Lubawskim krwawą rozprawę z Polakami zainicjowało zamordowanie małżeństwa Kuligowskich. Małżonkowie, Edward – naczelnik urzędu pocztowego i jego żona Genowefa – nauczycielka, zostali aresztowani przez Selbstschutz 8 września 1939 r. i po całonocnych torturach rozstrzelani nad Drwęcą. 9 października z lubawskiego więzienia wywieziono sześciu Polaków, których zamordowano w miejscowości Bagno. Ponadto od połowy października do połowy listopada trwały egzekucje w Nawrze, których ofiarą padła nieznana bliżej liczba osób oraz w Gryźlinach (przy drodze do Jamielnika), gdzie członkowie Selbstschutzu zamordowali 23 mieszkańców pobliskich wsi.
Do największej niemieckiej zbrodni na mieszkańcach ziemi lubawskiej doszło jednak w Bratianie. Selbstschutzmani na miejsce egzekucji i pochówku wybrali tam las, położony kilometr na północny wschód od wsi, przy szosie wiodącej w kierunku Ostródy. 15 października 1939 r. przywieziono w to miejsce około 150 Polaków, więzionych wcześniej w aresztach Selbstschutzu w Nowym Mieście Lubawskim, których rozstrzelano i pochowano w czterech zbiorowych mogiłach. Wśród zamordowanych były dwie kobiety.
Również w następnych tygodniach w lesie bratiańskim chowano ofiary dokonywanych przez Selbstschutz egzekucji. W końcu października 1939 r. zamordowano tam między innymi Leokadię i Konstantego Antkiewiczów z Bratiana, których wcześniej bojówkarze Selbstschutzu aresztowali i torturowali w odwecie za ostentacyjne manifestowanie polskości. W listopadzie zginął tam z kolei Mieczysław Borek – dyrektor Banku Ludowego w Nowym Mieście.
Publiczną egzekucję przeprowadzono ponadto na terenie miasta. W odwecie za pożar budynków gospodarczych w Gryźlinach oddział Selbstschutzu rozstrzelał 7 grudnia 1939 r. piętnastu Polaków. Zamordowano wówczas m.in. kilku rzemieślników z Nowego Miasta Lubawskiego, rolników z Mikołajek i Gryźlin oraz księdza aresztowanego na terenie powiatu rypińskiego i przywiezionego na miejsce egzekucji z klasztoru karmelitów w Oborach.

## Próba zatarcia śladów zbrodni
W drugiej połowie 1944 r., w związku ze zbliżaniem się Armii Czerwonej, Niemcy przystąpili do zacierania śladów zbrodni. 7 lipca 1944 r. sprowadzili na miejsce egzekucji grupę więźniów z Grudziądza, których jeszcze tego samego dnia zmuszono do odkopania i spalenia zwłok ofiar.

## Po wojnie
Dla upamiętnienia ofiar mordu w lesie bratiańskim miejscowa społeczność w 1948 r. ufundowała pomnik, który postawiono na miejscu egzekucji. Na pamiątkowej tablicy umieszczono napis „Pomordowanym 150 męczennikom za Wiarę i Ojczyznę. 1939-1945”. W centrum Bratiana postawiono z kolei granitowy głaz z tablicą z białego marmuru, na której widnieje napis: „Myślą, słowem i czynem czcimy pamięć poległych w walce z faszyzmem w latach 1939–1945. Społeczeństwo Bratiana”.